# Slovenia International 1997
Die Slovenia International 1997 im Badminton fanden vom 24. bis zum 26. Oktober 1997 in Ljubljana statt.

## Sieger und Platzierte
| Disziplin    | Gold                               | Silber                            | Bronze                            |
| ------------ | ---------------------------------- | --------------------------------- | --------------------------------- |
| Herreneinzel | Pedro Vanneste                     | Boris Kessov                      | Heimo Götschl                     |
| Herreneinzel | Pedro Vanneste                     | Boris Kessov                      | John Leung                        |
| Dameneinzel  | Joanne Muggeridge                  | Maja Pohar                        | Sandra Dimbour                    |
| Dameneinzel  | Joanne Muggeridge                  | Maja Pohar                        | Dolores Marco                     |
| Herrendoppel | Russell Hogg Kenny Middlemiss      | Harald Koch Jürgen Koch           | Manuel Dubrulle Sydney Lengagne   |
| Herrendoppel | Russell Hogg Kenny Middlemiss      | Harald Koch Jürgen Koch           | Simon Hawlina Andrej Pohar        |
| Damendoppel  | Elinor Middlemiss Sandra Watt      | Felicity Gallup Joanne Muggeridge | Christelle Szynal Tatiana Vattier |
| Damendoppel  | Elinor Middlemiss Sandra Watt      | Felicity Gallup Joanne Muggeridge | Jillian Haldane Kirsteen McEwan   |
| Mixed        | Kenny Middlemiss Elinor Middlemiss | Russell Hogg Jillian Haldane      | José Antonio Crespo Dolores Marco |
| Mixed        | Kenny Middlemiss Elinor Middlemiss | Russell Hogg Jillian Haldane      | Andrej Pohar Maja Tvrdy           |

## Finalergebnisse
| Disziplin    | Sieger                             | Finalist                          | Ergebnis           |
| ------------ | ---------------------------------- | --------------------------------- | ------------------ |
| Herreneinzel | Pedro Vanneste                     | Boris Kessov                      | 15–10, 4–0 retired |
| Dameneinzel  | Joanne Muggeridge                  | Maja Pohar                        | 11–1, 11–2         |
| Herrendoppel | Russell Hogg Kenny Middlemiss      | Harald Koch Jürgen Koch           | 18–14, 15–5        |
| Damendoppel  | Elinor Middlemiss Sandra Watt      | Felicity Gallup Joanne Muggeridge | 10–15, 15–7, 18–15 |
| Mixed        | Kenny Middlemiss Elinor Middlemiss | Russell Hogg Jillian Haldane      | 15–10, 15–8        |